# グロテスク (2009年の映画)
『グロテスク』は、2009年に公開された、日本のスラッシャー映画。映倫未指定作品。

## 概要
白石晃士によるスプラッター・ホラー映画。レンタル版とは違った残虐な内容を含むUNRATED VERSION（セル版）は残虐すぎる内容のため、イギリスでは全英映像等級審査機構によってDVDの販売が禁止された。これについて、BBFCトップのデービッド・クークは、「『ソウ』や『ホステル』シリーズなど近年の拷問をテーマとしたホラー映画と違い、『グロテスク』はストーリー性や登場人物の成長が乏しく、容赦なくエスカレートする辱め、暴力、サディズムを描いているにすぎない」と指摘した。
Amazon.co.jpでも自主規制が行われ、販売が中止となった。

## ストーリー
会社員・和男とその恋人アキは初めてのデートを楽しんでいた。しかし突如何者かに襲われ、何処かの地下室へと連行、監禁される。
目覚めた和男とアキの前に犯人の男・立川が現れる。立川は「ふたりの愛に感動できれば解放する」「質問されたとき以外は喋るな」と言うと、手にした拷問器具でふたりを痛めつけていく。不条理な仕打ちに苦しむふたり。アキは恐怖と痛みから我慢できず叫んでしまい、喋った罰として更に制裁を受ける。
和男はアキを守ろうと、自分だけを狙うよう立川に懇願する。和男の覚悟を面白がった立川は言われた通りアキには手を出さず、淡々と和男だけを痛めつけていく。拷問はエスカレートしていくが、和男は根を上げることなくあらゆる仕打ちに耐え抜く。和男の気概を見届けた立川は「感動した」と言うと、拷問を取りやめ急ぎふたりを手当てする。
病室で意識を取り戻す和男とアキ。しばらくすると立川が現れ、ふたりの絆に感動できたと感謝を示す。そして怪我が治ったら解放すること、自分の財産を全て譲渡すること、事が済んだら警察に自首することを約束する。疑う和男とアキだったが、立川の看病は献身的で治療の腕も確かであったため、次第に心を許していく。ふたりは自由になった後のことを考えたり、立川の体臭がキツイという話で笑いあったりして、やがて眠りにつく。
だが立川には約束を守る気など最初からなかった。立川は和男とアキを再度地下室へと連れ込むと、怯えるふたりを他所に拷問の再開を告げる。凄惨な仕打ちによりふたりは怒りと絶望の中で息絶えるが、最後のあがきとしてアキが立川の体臭を酷く罵ったことで、立川の自尊心が傷つけられる。ふたりの死体は立川によって埋葬されるが、そのそばにはたくさんの墓が並んでいた。
後日、次のターゲットを見定めた立川が行動を起こす。しかし狙いは女性ひとりであり、また体臭を気にしてシャツに消臭剤を振りまくなど、自尊心が傷ついたままであることが示唆されていた。

## キャスト
- 長澤つぐみ：宮下アキ
- 川連廣明：小島和男
- 大迫茂生：立川正義

## スタッフ
- 監督・脚本：白石晃士
- 製作：大橋孝史、小林洋一
- プロデューサー：上野境介、宇田川和恵
- 音楽：佐藤和郎
- 撮影監督：福田陽平
- 美術：安宅紀史
- 編集：曽根剛
- 助監督：伊藤拓也
- 制作担当：酒井明
- 配給：ジョリー・ロジャー
- 制作プロダクション：トルネードフィルムス
- 製作：ジョリー・ロジャー、エースデュース
- 主題歌：「あえか」作詞：手島正登、佐藤和郎　作曲：手島正登　編曲：佐藤和郎　唄：SS